# Cosenza Calcio 1989-1990
Questa voce raccoglie i dati riguardanti il Cosenza Calcio nelle competizioni ufficiali della stagione 1989-1990.

## Stagione
Nel campionato di Serie B 1989-1990 la squadra di Gianni Di Marzio ha ottenuto il 14º posto, con 34 punti raccolti, salvandosi dalla retrocessione solo grazie alla classifica avulsa, una classifica che ha tenuto conto degli scontri diretti e della differenza reti, tra le quattro squadre giunte a 34 punti, in quart'ultima posizione, di queste Cosenza e Barletta si sono salvate, mentre Messina e Monza si sono battute in uno spareggio. Con il Monza che ha perso (1-0) lo spareggio di Pescara sono scese in Serie C1, già retrocesse in anticipo, il Licata, il Como ed il Catanzaro. Sono salite in Serie A il Torino, il Pisa, il Cagliari e per la prima volta il Parma. Nella Coppa Italia che è ritornata ad eliminazione diretta nei suoi primi due turni, il Cosenza elimina nel primo turno la Reggiana ai calci di rigore, nel secondo turno perde al San Vito contro l'Inter (0-2) nei tempi supplementari, dopo che la sfida era terminata (0-0) al novantesimo. Autore di 10 reti, il miglior marcatore stagionale dei calabresi è stato Michele Padovano, di cui 8 in campionato e 2 in Coppa Italia, sono state 7 le reti realizzate da Luigi Marulla. La stagione attuale resta marchiata dalla tragedia che ha colpito il Cosenza e tutto il mondo del calcio nazionale, il 18 novembre 1989, con la tragica morte del suo centrocampista Donato Bergamini.

## Rosa
| N. |                   | Ruolo | Calciatore       |
| -- | ----------------- | ----- | ---------------- |
|    | Italia (bandiera) | P     | Rudi Brunelli    |
|    | Italia (bandiera) | P     | Nicola Di Leo    |
|    | Italia (bandiera) | D     | Renzo Castagnini |
|    | Italia (bandiera) | D     | Claudio Lombardo |
|    | Italia (bandiera) | D     | Francesco Marino |
|    | Italia (bandiera) | D     | Stefano Marra    |
|    | Italia (bandiera) | D     | Ugo Napolitano   |
|    | Italia (bandiera) | D     | Francesco Nocera |
|    | Italia (bandiera) | D     | Stefano Ruvolo   |
|    | Italia (bandiera) | D     | Massimo Storgato |
|    | Italia (bandiera) | C     | Angelo Aimo      |

| N. |                   | Ruolo | Calciatore         |
| -- | ----------------- | ----- | ------------------ |
|    | Italia (bandiera) | C     | Donato Bergamini   |
|    | Italia (bandiera) | C     | Bruno Caneo        |
|    | Italia (bandiera) | C     | Alessandro Celano  |
|    | Italia (bandiera) | C     | Luigi De Rosa      |
|    | Italia (bandiera) | C     | Sergio Galeazzi    |
|    | Italia (bandiera) | C     | Ciro Muro          |
|    | Italia (bandiera) | A     | Alessio Brogi      |
|    | Italia (bandiera) | A     | Danilo Di Vincenzo |
|    | Italia (bandiera) | A     | Luigi Marulla      |
|    | Italia (bandiera) | A     | Michele Padovano   |

## Risultati

### Campionato

#### Girone di andata
| Arbitro: | Cafaro (Grosseto) |

|                                       |           |         |
| Albiero 46’ Faccini 75’ Benarrivo 80’ | Marcatori | 8’ Muro |

| Arbitro: | Arcangeli (Terni) |

|              |           |                         |
| Padovano 24’ | Marcatori | 61’ (rig.), 88’ Silenzi |

| Cagliari 10 settembre 1989 3ª giornata | Cagliari                      | 0 – 0 | Cosenza | Stadio Sant'Elia\| Arbitro: \| Boemo (Cervignano del Friuli) \| |
| Arbitro:                               | Boemo (Cervignano del Friuli) |       |         |                                                                 |

| Arbitro: | Cinciripini (Ascoli Piceno) |

|                   |           |                |
| E. Signorelli 14’ | Marcatori | 40’ Castagnini |

| Arbitro: | Iori (Parma) |

|                           |           |  |
| L. De Rosa 81’ Celano 88’ | Marcatori |  |

| Arbitro: | Rosica (Roma) |

|                                                            |           |             |
| Gambaro 22’ Minotti 35’ A. Melli 38’, 80’ Pizzi 69’ (rig.) | Marcatori | 46’ Marulla |

| Arbitro: | Stafoggia (Pesaro) |

|              |           |              |
| Galeazzi 33’ | Marcatori | 23’ Policano |

| Arbitro: | Lombardi (La Spezia) |

|              |           |             |
| Messersì 30’ | Marcatori | 15’ Marulla |

| Cosenza 22 ottobre 1989 9ª giornata | Cosenza             | 0 – 0 | Catanzaro | Stadio San Vito\| Arbitro: \| F. Baldas (Trieste) \| |
| Arbitro:                            | F. Baldas (Trieste) |       |           |                                                      |

| Arbitro: | Boemo (Cervignano del Friuli) |

|                       |           |  |
| Castagnini 78’ (aut.) | Marcatori |  |

| Cosenza 5 novembre 1989 11ª giornata | Cosenza             | 0 – 0 | Reggina | Stadio San Vito\| Arbitro: \| Coppetelli (Tivoli) \| |
| Arbitro:                             | Coppetelli (Tivoli) |       |         |                                                      |

| Arbitro: | Cinciripini (Ascoli Piceno) |

|             |           |              |
| Robbiati 5’ | Marcatori | 57’ Padovano |

| Arbitro: | Frigerio (Milano) |

|                          |           |  |
| Padovano 36’ De Rosa 88’ | Marcatori |  |

| Arbitro: | Guidi (Bologna) |

|                       |           |  |
| List 40’ Rambaudi 89’ | Marcatori |  |

| Arbitro: | Dal Forno (Ivrea) |

|             |           |                                      |
| Marulla 71’ | Marcatori | 7’, 45’, 66’ Piovanelli 56’ Dolcetti |

| Licata 10 dicembre 1989 16ª giornata | Licata            | 0 – 0 | Cosenza | Stadio Dino Liotta\| Arbitro: \| Cafaro (Grosseto) \| |
| Arbitro:                             | Cafaro (Grosseto) |       |         |                                                       |

| Arbitro: | Boggi (Salerno) |

|                       |           |  |
| Caneo 15’ Marulla 28’ | Marcatori |  |

| Arbitro: | Monni (Sassari) |

|                                    |           |  |
| Sorbello 2’, 35’, 44’ Compagno 45’ | Marcatori |  |

| Arbitro: | Bruni (Arezzo) |

|              |           |              |
| Galeazzi 37’ | Marcatori | 50’ Catalano |

#### Girone di ritorno
| Cosenza 21 gennaio 1990 20ª giornata | Cosenza              | 0 – 0 | Padova | Stadio San Vito\| Arbitro: \| Lombardi (La Spezia) \| |
| Arbitro:                             | Lombardi (La Spezia) |       |        |                                                       |

| Arbitro: | Arcangeli (Terni) |

|                         |           |             |
| Silenzi 54’, 64’ (rig.) | Marcatori | 50’ Marulla |

| Arbitro: | Frigerio (Milano) |

|  |           |                          |
|  | Marcatori | 44’ (rig.), 79’ Cappioli |

| Arbitro: | Quartuccio (Torre Annunziata) |

|              |           |  |
| Padovano 14’ | Marcatori |  |

| Arbitro: | Rosica (Roma) |

|                                       |           |  |
| Gelsi 50’ Traini 74’ (rig.) Bruno 85’ | Marcatori |  |

| Arbitro: | Bruni |

|               |           |  |
| Castagnini 4’ | Marcatori |  |

| Arbitro: | Bizzarri (Ferrara) |

|                           |           |  |
| Cravero 9’ Mussi 22’, 47’ | Marcatori |  |

| Arbitro: | Cornieti (Forlì) |

|                                 |           |  |
| Marulla 55’ Chiodini 86’ (aut.) | Marcatori |  |

| Catanzaro 18 marzo 1990 28ª giornata | Catanzaro          | 0 – 0 | Cosenza | Stadio Nicola Ceravolo\| Arbitro: \| Di Cola (Avezzano) \| |
| Arbitro:                             | Di Cola (Avezzano) |       |         |                                                            |

| Arbitro: | Piana (Modena) |

|                  |           |  |
| Padovano 9’, 32’ | Marcatori |  |

| Reggio Calabria 1º aprile 1990 30ª giornata | Reggina             | 0 – 0 | Cosenza | Stadio Comunale\| Arbitro: \| F. Baldas (Trieste) \| |
| Arbitro:                                    | F. Baldas (Trieste) |       |         |                                                      |

| Cosenza 14 aprile 1990 31ª giornata | Cosenza                       | 0 – 0 | Monza | Stadio San Vito\| Arbitro: \| Quartuccio (Torre Annunziata) \| |
| Arbitro:                            | Quartuccio (Torre Annunziata) |       |       |                                                                |

| Arbitro: | Bailo (Novi Ligure) |

|                   |           |  |
| Modica 82’ (rig.) | Marcatori |  |

| Arbitro: | Monni (Sassari) |

|                       |           |  |
| Muro 47’ Padovano 53’ | Marcatori |  |

| Pisa 6 maggio 1990 34ª giornata | Pisa            | 0 – 0 | Cosenza | Stadio Arena Garibaldi\| Arbitro: \| Boggi (Salerno) \| |
| Arbitro:                        | Boggi (Salerno) |       |         |                                                         |

| Arbitro: | Sguizzato (Verona) |

|             |           |             |
| Marulla 65’ | Marcatori | 75’ La Rosa |

| Arbitro: | Felicani (Bologna) |

|                        |           |            |
| Piovani 77’ Valoti 84’ | Marcatori | 85’ Nocera |

| Arbitro: | Beschin (Legnago) |

|              |           |  |
| Padovano 41’ | Marcatori |  |

| Trieste 3 giugno 1990 38ª giornata | Triestina      | 0 – 0 | Cosenza | Stadio Giuseppe Grezar\| Arbitro: \| Bruni (Arezzo) \| |
| Arbitro:                           | Bruni (Arezzo) |       |         |                                                        |

### Coppa Italia

#### Primo Turno
| Arbitro: | Rosica (Roma) |

|                                        |                      |                                             |
| Padovano 82’, 96’ (rig.)               | Marcatori            | 42’, 100’ (rig.) Gabriele                   |
| Padovano Marulla Di Vincenzo Muro Aimo | Tiri di rigore 6 – 5 | Gabriele Zanutta Mandelli Silenzi De Vecchi |

#### Secondo Turno
| Arbitro: | Pezzella (Frattamaggiore) |

|  |           |                            |
|  | Marcatori | 95’ Morello 119’ Klinsmann |

## Statistiche

### Statistiche di squadra
| Competizione | Punti | In casa | In casa | In casa | In casa | In casa | In casa | In trasferta | In trasferta | In trasferta | In trasferta | In trasferta | In trasferta | Totale | Totale | Totale | Totale | Totale | Totale | DR  |
| Competizione | Punti | G       | V       | N       | P       | Gf      | Gs      | G            | V            | N            | P            | Gf           | Gs           | G      | V      | N      | P      | Gf     | Gs     | DR  |
| ------------ | ----- | ------- | ------- | ------- | ------- | ------- | ------- | ------------ | ------------ | ------------ | ------------ | ------------ | ------------ | ------ | ------ | ------ | ------ | ------ | ------ | --- |
| Serie B      | 34    | 19      | 9       | 7       | 3       | 20      | 11      | 19           | 0            | 9            | 10           | 7            | 29           | 38     | 9      | 16     | 13     | 27     | 40     | -13 |
| Coppa Italia |       | 2       | 0       | 1       | 1       | 2       | 4       | -            | -            | -            | -            | -            | -            | 2      | 0      | 1      | 1      | 2      | 4      | -2  |
| Totale       |       | 21      | 9       | 8       | 4       | 22      | 15      | 19           | 0            | 9            | 10           | 7            | 29           | 40     | 9      | 17     | 14     | 29     | 44     | -15 |

### Statistiche dei giocatori
| Giocatore      | Serie B  | Serie B | Serie B     | Serie B    | Coppa Italia | Coppa Italia | Coppa Italia | Coppa Italia | Totale   | Totale | Totale      | Totale     |
| Giocatore      | Presenze | Reti    | Ammonizioni | Espulsioni | Presenze     | Reti         | Ammonizioni  | Espulsioni   | Presenze | Reti   | Ammonizioni | Espulsioni |
| -------------- | -------- | ------- | ----------- | ---------- | ------------ | ------------ | ------------ | ------------ | -------- | ------ | ----------- | ---------- |
| A. Aimo        | 3        | 0       | ?           | ?          | ?            | ?            | ?            | ?            | 3+       | 0+     | ?           | ?          |
| D. Bergamini   | 11       | 0       | ?           | ?          | ?            | ?            | ?            | ?            | 11+      | 0+     | ?           | ?          |
| A. Brogi       | 1        | 0       | ?           | ?          | ?            | ?            | ?            | ?            | 1+       | 0+     | ?           | ?          |
| B. Caneo       | 28       | 1       | ?           | ?          | ?            | ?            | ?            | ?            | 28+      | 1+     | ?           | ?          |
| R. Castagnini  | 26       | 2       | ?           | ?          | ?            | ?            | ?            | ?            | 26+      | 2+     | ?           | ?          |
| A. Celano      | 23       | 1       | ?           | ?          | ?            | ?            | ?            | ?            | 23+      | 1+     | ?           | ?          |
| L. De Rosa     | 38       | 2       | ?           | ?          | ?            | ?            | ?            | ?            | 38+      | 2+     | ?           | ?          |
| N. Di Leo      | 38       | -40     | ?           | ?          | ?            | ?            | ?            | ?            | 38+      | -40+   | ?           | ?          |
| D. Di Vincenzo | 19       | 0       | ?           | ?          | ?            | ?            | ?            | ?            | 19+      | 0+     | ?           | ?          |
| S. Galeazzi    | 36       | 2       | ?           | ?          | ?            | ?            | ?            | ?            | 36+      | 2+     | ?           | ?          |
| C. Lombardo    | 36       | 0       | ?           | ?          | ?            | ?            | ?            | ?            | 36+      | 0+     | ?           | ?          |
| L. Marulla     | 34       | 7       | ?           | ?          | ?            | ?            | ?            | ?            | 34+      | 7+     | ?           | ?          |
| F. Marino      | 32       | 0       | ?           | ?          | ?            | ?            | ?            | ?            | 32+      | 0+     | ?           | ?          |
| S. Marra       | 5        | 0       | ?           | ?          | ?            | ?            | ?            | ?            | 5+       | 0+     | ?           | ?          |
| C. Muro        | 35       | 2       | ?           | ?          | ?            | ?            | ?            | ?            | 35+      | 2+     | ?           | ?          |
| U. Napolitano  | 32       | 0       | ?           | ?          | ?            | ?            | ?            | ?            | 32+      | 0+     | ?           | ?          |
| F. Nocera      | 29       | 1       | ?           | ?          | ?            | ?            | ?            | ?            | 29+      | 1+     | ?           | ?          |
| M. Padovano    | 31       | 8       | ?           | ?          | ?            | ?            | ?            | ?            | 31+      | 8+     | ?           | ?          |
| S. Ruvolo      | 1        | 0       | ?           | ?          | ?            | ?            | ?            | ?            | 1+       | 0+     | ?           | ?          |
| M. Storgato    | 24       | 0       | ?           | ?          | ?            | ?            | ?            | ?            | 24+      | 0+     | ?           | ?          |